# Kaya Tsunenori
Le prince Kaya Tsunenori (23 juillet 1900 – 2 janvier 1978) fait partie de la famille impériale japonaise. Il est le cousin germain de l'impératrice Kōjun, la femme de l'empereur Hirohito. Il est également le premier président de l'International Martial Arts Federation,  fondée en 1952, qui est la plus ancienne et prestigieuse fédération d'arts martiaux japonais.